# Dorin Păran
Dorin Păran (n. 8 martie 1958

) este un senator român, ales în 2012. 